# Шарли-сюр-Марн (кантон)
Шарли-сюр-Марн (фр. Charly-sur-Marne) — упраздненный кантон во Франции, регион Пикардия. Департамент кантона — Эна. Входил в состав округа Шато-Тьерри. Население кантона на 2011 год составляло 14 869 человек.
Код INSEE кантона — 0207. Всего в кантон Шарли-сюр-Марн входило 19 коммун, из них главной коммуной являлась Шарли-сюр-Марн.

## Коммуны кантона
В состав кантона входили коммуны (население по данным Национального института статистики за 2011 г.):
- Безю-ле-Гери — 259 чел.
- Вандьер — 154 чел.
- Вилье-Сен-Дени — 1 042 чел.
- Вьель-Мезон — 1 063 чел.
- Донтен — 670 чел.
- Крут-сюр-Марн — 644 чел.
- Купрю — 196 чел.
- Л’Епин-о-Буа — 260 чел.
- Ла-Шапель-сюр-Шези — 283 чел.
- Люси-ле-Бокаж — 179 чел.
- Монфокон (Эна) — 190 чел.
- Монтрёй-о-Льон — 1 396 чел.
- Ножан-л’Арто — 2 129 чел.
- Паван — 806 чел.
- Ромени-сюр-Марн — 486 чел.
- Сольшери — 652 чел.
- Шарли-сюр-Марн — 2 711 чел.
- Шези-сюр-Марн — 1 320 чел.
- Эссиз — 429 чел.

## Экономика
Структура занятости населения:
- сельское хозяйство — 19,6 %
- промышленность — 9,6 %
- строительство — 9,5 %
- торговля, транспорт и сфера услуг — 25,2 %
- государственные и муниципальные службы — 36,1 %

Уровень безработицы (2011 год) - 11,3 % (Франция в целом — 12,8 %, департамент Эна — 15,9 %).

Среднегодовой доход на 1 человека, евро (2011 год) — 25 158 (Франция в целом — 25 140, департамент Эна — 21 148).

## Политика
На президентских выборах 2012 г. жители кантона отдали в 1-м туре Марин Ле Пен 28,5 % голосов против 27,2 % у Николя Саркози и 20,8 % у Франсуа Олланда, во 2-м туре в кантоне победил Саркози, получивший 56,3 % (2007 г. 1 тур: Саркози — 33,6 %, Сеголен Руаяль — 18,8 %; 2 тур: Саркози — 61,8 %). На выборах в Национальное собрание в 2012 г. по 5-му избирательному округу департамента Эна они поддержали действовавшего депутата, кандидата партии Союз за народное движение Изабель Вассёр, получившую 34,1 % голосов в 1-м туре и 40,6 % голосов — во 2-м туре (из трех кандидатов).
|  | Кандидат   | Партия                    | % голосов |
|  | ---------- | ------------------------- | --------- |
|  | Жорж Фурре | Прочие левые              | 57,82     |
|  | Дени Робер | Союз за народное движение | 32,17     |
|  | Жиль Шеве  | Национальный фронт        | 10,01     |